# Rison, Arkansas
Rison là một thành phố thuộc quận Cleveland, tiểu bang Arkansas, Hoa Kỳ. Năm 2010, dân số của thành phố này là 1344 người.

## Dân số
- Dân số năm 2000: 1271 người.
- Dân số năm 2010: 1344 người.